# Thiruvarur (distrikt)
Thiruvarur är ett distrikt i Indien.   Det ligger i delstaten Tamil Nadu, i den södra delen av landet, 2 000 km söder om huvudstaden New Delhi. Antalet invånare är 1 264 277.
Följande samhällen finns i Thiruvarur:
- Mannargudi
- Thiruvarur
- Koothanallur
- Muttupet
- Kodavasal
- Valangaiman
- Nannilam
- Needamangalam
- Koradāchcheri